# یگان ۴۴۰۰
یگان ۴۴۰۰، یک بخش لجستیک و مالی مخفی در حزب‌الله، گروه شبه‌نظامی شیعه لبنانی است که توسط چندین کشور، از جمله ایالات متحده آمریکا و اسرائیل، به عنوان یک سازمان تروریستی، شناخته می‌شود. این یگان، در درجه اول، مسئول قاچاق اسلحه و انتقال پول، از ایران به حزب‌الله لبنان است و اغلب با نیروی قدس سپاه پاسداران انقلاب اسلامی، هماهنگی نزدیکی دارد.

## نمای کلی
یگان ۴۴۰۰، با تسهیل جابجایی سلاح، تجهیزات و منابع مالی، نقش حیاتی در زیرساخت نظامی حزب‌الله، ایفا می‌کند. این یگان، از طریق کانال‌های مختلفی از جمله مسیرهای زمینی از طریق سوریه و مسیرهای هوایی از طریق فرودگاه بین‌المللی رفیق حریری بیروت، فعالیت می‌کند. این یگان با یگان‌های نیروی قدس سپاه پاسداران انقلاب اسلامی مانند یگان ۱۹۰ و یگان ۷۰۰، همکاری می‌کند تا تأمین مداوم دارایی‌های نظامی برای حزب‌الله را تضمین کند.

## رهبری
- محمد جعفر قصیر (شیخ صلاح): از مقامات ارشد حزب‌الله است که تقریباً به مدت ۱۵ سال، رهبری یگان ۴۴۰۰ را بر عهده داشت. او در مدیریت شبکه‌های مالی و لجستیکی حزب‌الله با هماهنگی نیروی قدس سپاه پاسداران، نقش مهمی داشت. قصیر، در سال ۲۰۱۸، توسط وزارت خزانه‌داری ایالات متحده آمریکا به عنوان یک تروریست جهانی ویژه تعیین شد و در ۱ اکتبر ۲۰۲۴، در حمله هوایی اسرائیل در بیروت، کشته شد.[۶][۲][۵]
- حسین علی نصر (ابوعلی حسن): وی به عنوان معاون رئیس یگان ۴۴۰۰، خدمت می‌کرد. او مسئول قاچاق سلاح و پول به لبنان بود که اغلب از فرودگاه بین‌المللی بیروت استفاده می‌کرد و با عوامل ایرانی، همکاری داشت. نصر، در ۲۰ آوریل ۲۰۲۵، در حمله هوایی اسرائیل در جنوب لبنان، کشته شد.[۷][۸][۳]

## عملیات و فعالیت‌ها
عملیات یگان ۴۴۰۰، برای ظرفیت حزب‌الله در حفظ و گسترش قابلیت‌های نظامی‌اش حیاتی است. این یگان بر حمل‌ونقل سلاح‌های پیشرفته، از جمله موشک‌های هدایت‌شونده دقیق، نظارت دارد و تراکنش‌های مالی‌ای که فعالیت‌های حزب‌الله را تأمین مالی می‌کند، مدیریت می‌کند. شبکه لجستیکی آن، در چندین کشور گسترده شده و از کانال‌های رسمی و مخفی، برای انتقال منابع، استفاده می‌کند.

## تحریم‌های بین‌المللی
به دلیل مشارکت در فعالیت‌های مرتبط با تروریسم، یگان ۴۴۰۰ و پرسنل کلیدی آن، تحت تحریم‌های بین‌المللی، قرار گرفته‌اند. وزارت خزانه‌داری آمریکا، رهبرانی مانند محمد جعفر قصیر را به عنوان تروریست‌های جهانی ویژه، با اشاره به نقش آن‌ها در تسهیل جابجایی سلاح و پول در حمایت از حزب‌الله و نیروی قدس سپاه پاسداران، تعیین کرده است.

## تحولات اخیر
ترورهای هدفمند رهبران یگان ۴۴۰۰ توسط اسرائیل، اهمیت این یگان را در ساختار عملیاتی حزب‌الله، برجسته می‌کند. هدف از این اقدامات، مختل کردن جریان سلاح و بودجه به حزب‌الله و در نتیجه، تضعیف قابلیت‌های نظامی آن است. حذف چهره‌هایی مانند قصیر و نصر، نشان‌دهنده تلاشی استراتژیک برای از بین بردن شبکه‌های لجستیکی حزب‌الله است.